# Prêmio da Paz dos Editores Alemães

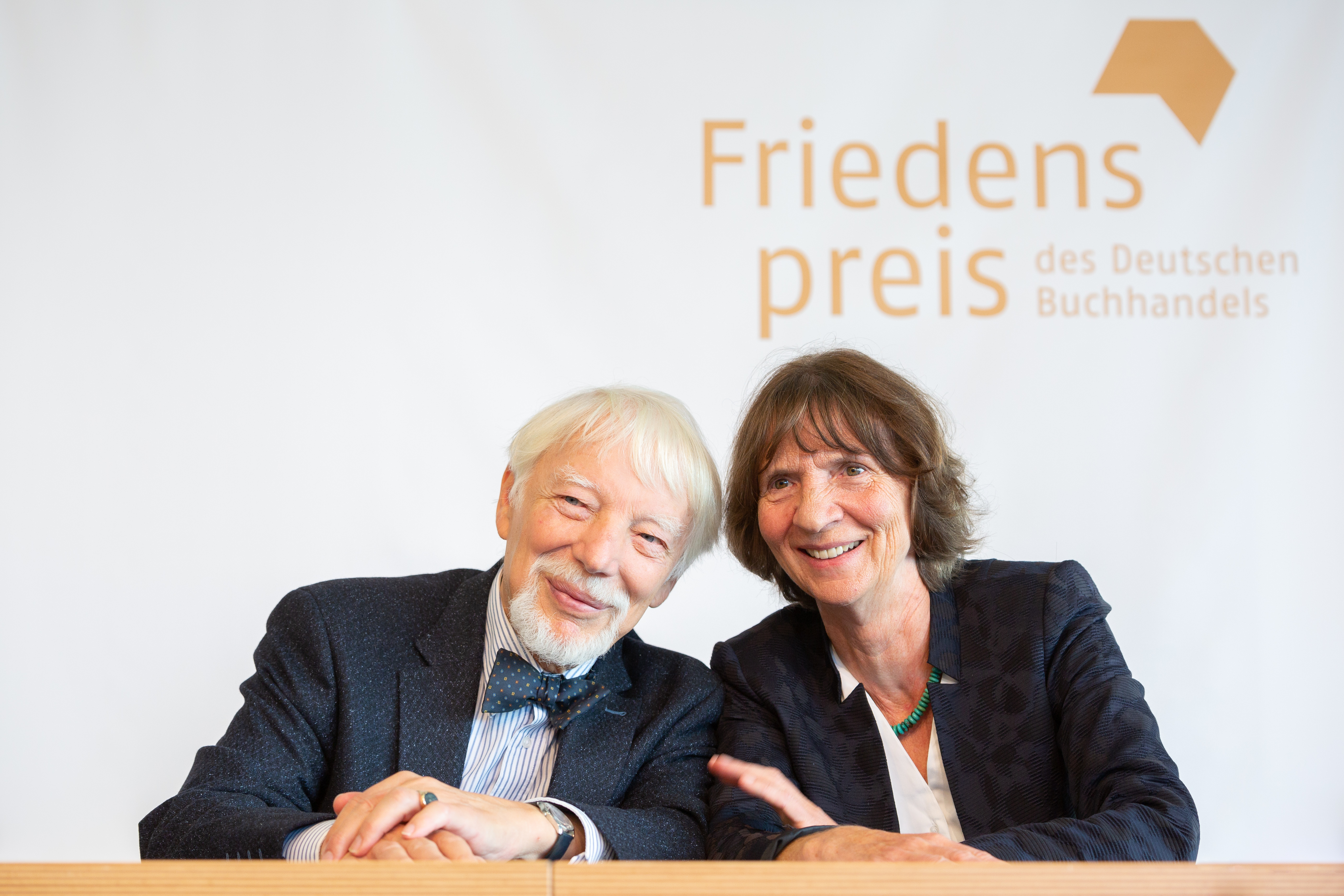
Jan e Aleida Assmann, laureados do ano 2018

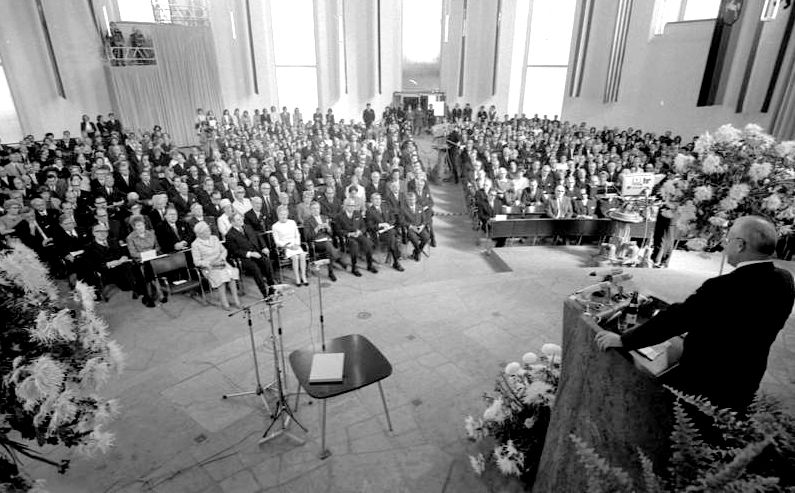
Concessão do prêmio a Gunnar e Alva Myrdal (1970)

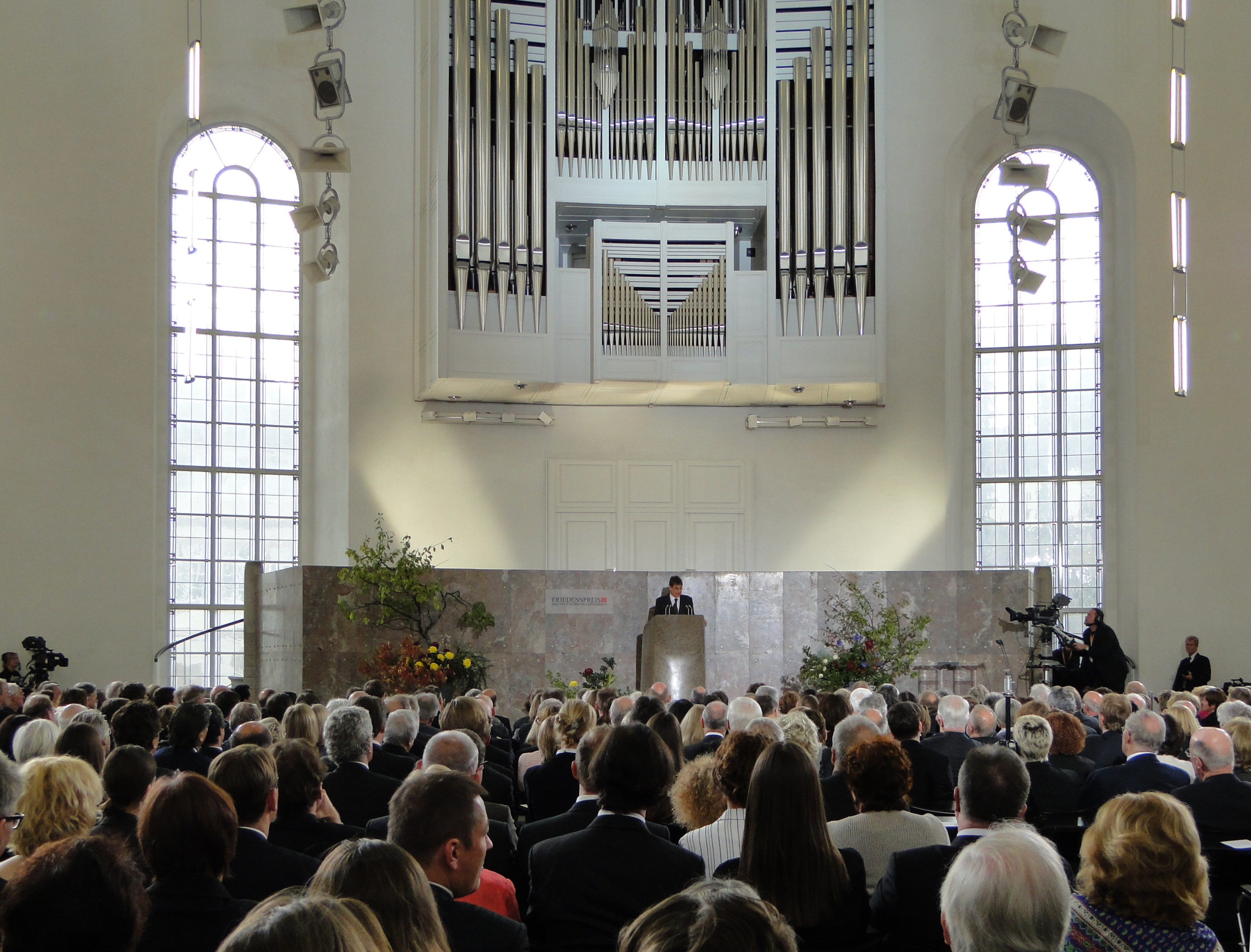
Claudio Magris, 2009

O Prêmio da Paz do Comércio Livreiro Alemão (em alemão:  Friedenspreis des Deutschen Buchhandels) é um prêmio da paz internacional. O prêmio é concedido anualmente por ocasião da Feira do Livro de Frankfurt na Paulskirche (Frankfurt am Main) a uma personalidade "que contribuiu em grande parte principalmente por seu trabalho nos campos da literatura, ciência e arte para a realização da ideia de paz".
O prêmio é concedido pela Börsenverein des Deutschen Buchhandels, dotado com uma quantia de 25.000 Euros.
O prêmio remonta à iniciativa de alguns escritores e editores em 1949 e foi concedido pela primeira vez em 1950 como "Friedenspreis deutscher Verleger" em Hamburgo. Em 1951 tornou-se um prêmio de todo o comércio de livros da associação de bolsas de valores do comércio alemão de livros. Em 1972 foi concedido a primeira vez postumamente. Os vencedores do prêmio são determinados pelo Conselho de Curadores. As propostas podem vir de qualquer pessoa e devem ser bem fundamentadas e documentadas.

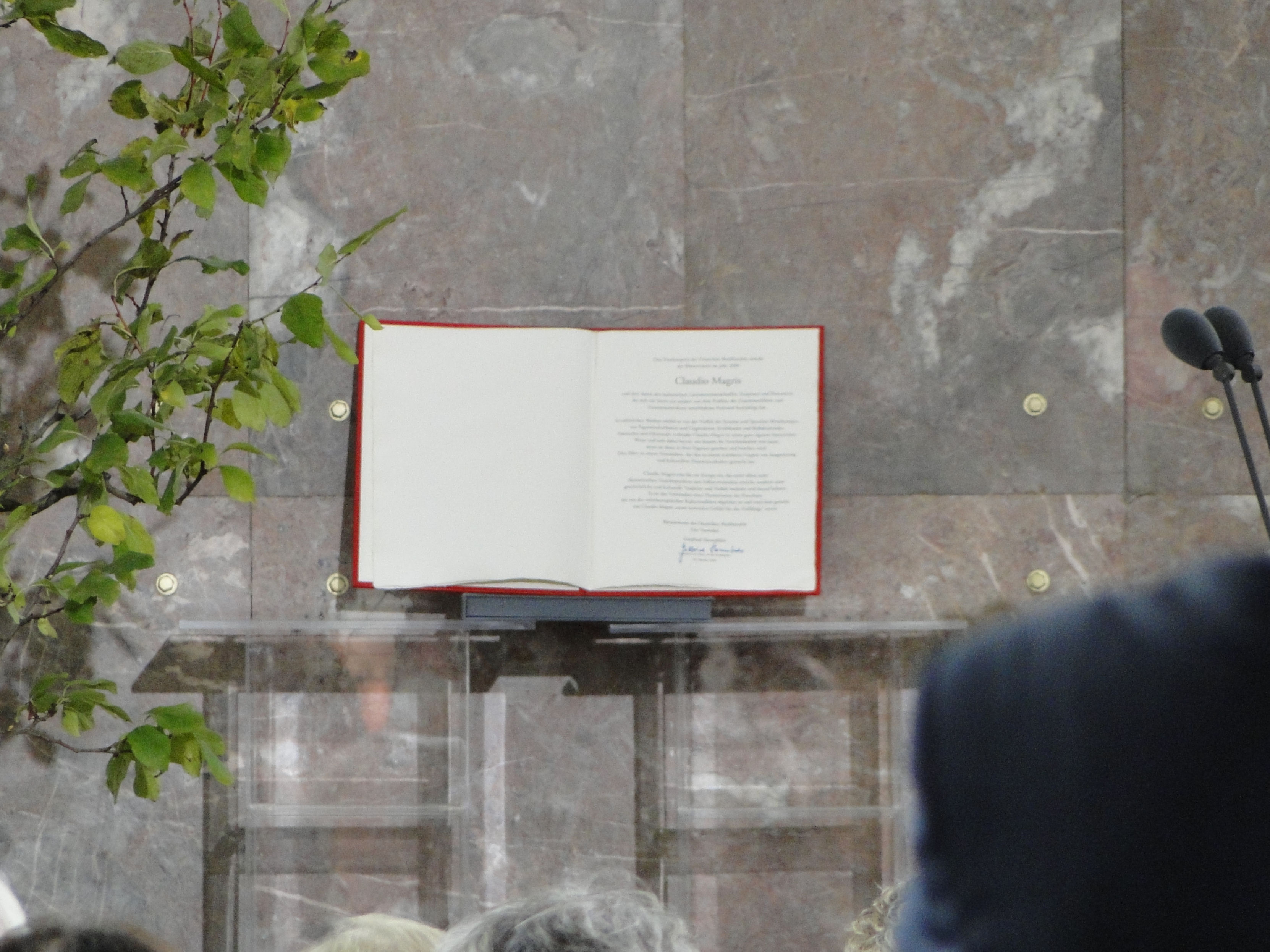
Certificado do prêmio (2009)

## Conselho de Curadores

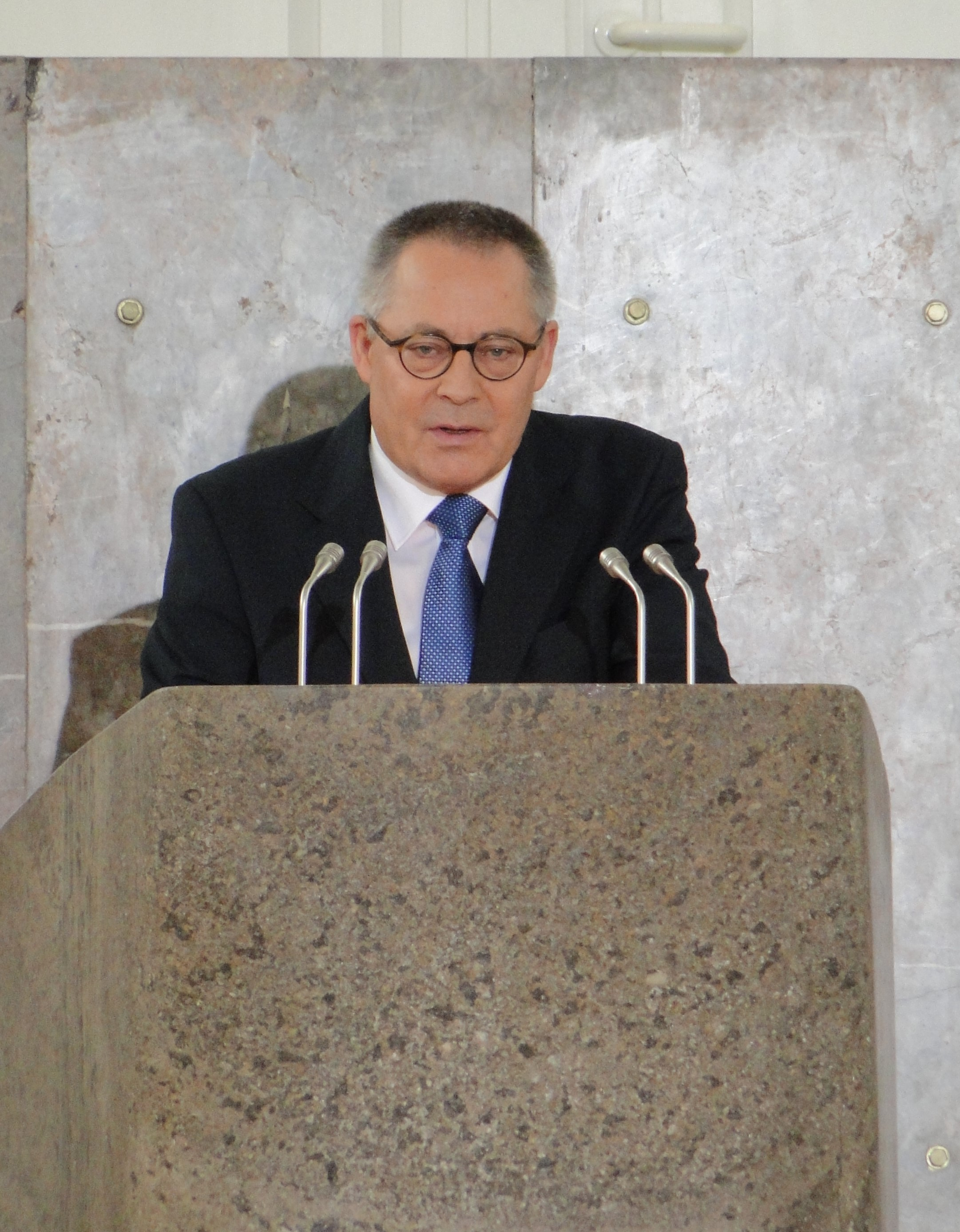
Karl Schlögel (2009)

Membros do conselho (situação em 13 de junho de 2018):
- Philipp Blom (Viena)
- Stephan Detjen (Deutschlandradio, Berlim)
- Stefan Könemann (Barsortiment Könemann, Hagen)
- Karl-Josef Kuschel (Universidade de Tübingen, Tübingen)
- Ethel Matala de Mazza (Universidade Humboldt de Berlim)
- Bascha Mika (Frankfurter Rundschau)
- Janne Teller (Nova Iorque)
- Matthias Ulmer (Eugen Ulmer Verlag, Stuttgart)
- Heinrich Riethmüller (Osiandersche Buchhandlung, Tübingen) como chefe da Börsenverein e presidente do Conselho de Curadores.

## Laureados
Até 2019 o prêmio foi concedido 70 vezes, das quais 11 vezes para uma mulher.
| Ano  | Laureado                                             | Laudador                                   |
| ---- | ---------------------------------------------------- | ------------------------------------------ |
| 1950 | Max Tau                                              | Adolf Grimme                               |
| 1951 | Albert Schweitzer                                    | Theodor Heuss                              |
| 1952 | Romano Guardini                                      | Ernst Reuter                               |
| 1953 | Martin Buber                                         | Albrecht Goes                              |
| 1954 | Carl Jacob Burckhardt                                | Theodor Heuss                              |
| 1955 | Hermann Hesse                                        | Richard Benz                               |
| 1956 | Reinhold Schneider                                   | Werner Bergengruen                         |
| 1957 | Thornton Wilder                                      | Carl Jacob Burckhardt                      |
| 1958 | Karl Jaspers                                         | Hannah Arendt                              |
| 1959 | Theodor Heuss                                        | Benno Reifenberg                           |
| 1960 | Victor Gollancz                                      | Heinrich Lübke                             |
| 1961 | Sarvepalli Radhakrishnan                             | Ernst Benz                                 |
| 1962 | Paul Tillich                                         | Otto Dibelius                              |
| 1963 | Carl Friedrich von Weizsäcker                        | Georg Picht                                |
| 1964 | Gabriel Marcel                                       | Carlo Schmid                               |
| 1965 | Nelly Sachs                                          | Werner Weber                               |
| 1966 | Augustin Bea e Willem Adolf Visser ’t Hooft (juntos) | Paul Mikat                                 |
| 1967 | Ernst Bloch                                          | Werner Maihofer                            |
| 1968 | Léopold Sédar Senghor                                | François Bondy                             |
| 1969 | Alexander Mitscherlich                               | Heinz Kohut                                |
| 1970 | Alva Myrdal e Gunnar Myrdal (juntos)                 | Karl Kaiser                                |
| 1971 | Marion Gräfin Dönhoff                                | Alfred Grosser                             |
| 1972 | Janusz Korczak (póstumo)                             | Hartmut von Hentig                         |
| 1973 | Club of Rome                                         | Nello Celio                                |
| 1974 | Frère Roger                                          | não houve laudação                         |
| 1975 | Alfred Grosser                                       | Paul Frank                                 |
| 1976 | Max Frisch                                           | Hartmut von Hentig                         |
| 1977 | Leszek Kolakowski                                    | Gesine Schwan                              |
| 1978 | Astrid Lindgren                                      | Hans-Christian Kirsch e Gerold Ummo Becker |
| 1979 | Yehudi Menuhin                                       | Pierre Bertaux                             |
| 1980 | Ernesto Cardenal                                     | Johann Baptist Metz                        |
| 1981 | Lew Kopelew                                          | Marion Gräfin Dönhoff                      |
| 1982 | George F. Kennan                                     | Carl Friedrich von Weizsäcker              |
| 1983 | Manès Sperber (doente, lido por Alfred Grosser)      | Siegfried Lenz                             |
| 1984 | Octavio Paz                                          | Richard von Weizsäcker                     |
| 1985 | Teddy Kollek                                         | Manfred Rommel                             |
| 1986 | Władysław Bartoszewski                               | Hans Maier                                 |
| 1987 | Hans Jonas                                           | Robert Spaemann                            |
| 1988 | Siegfried Lenz                                       | Yohanan Meroz                              |
| 1989 | Václav Havel                                         | André Glucksmann                           |
| 1990 | Karl Dedecius                                        | Heinrich Olschowsky                        |
| 1991 | György Konrád                                        | Jorge Semprún                              |
| 1992 | Amos Oz                                              | Siegfried Lenz                             |
| 1993 | Friedrich Schorlemmer                                | Richard von Weizsäcker                     |
| 1994 | Jorge Semprún                                        | Wolf Lepenies                              |
| 1995 | Annemarie Schimmel                                   | Roman Herzog                               |
| 1996 | Mario Vargas Llosa                                   | Jorge Semprún                              |
| 1997 | Yaşar Kemal                                          | Günter Grass                               |
| 1998 | Martin Walser                                        | Frank Schirrmacher                         |
| 1999 | Fritz Stern                                          | Bronisław Geremek                          |
| 2000 | Assia Djebar                                         | Barbara Frischmuth                         |
| 2001 | Jürgen Habermas                                      | Jan Philipp Reemtsma                       |
| 2002 | Chinua Achebe                                        | Theodor Berchem                            |
| 2003 | Susan Sontag                                         | Ivan Nagel                                 |
| 2004 | Péter Esterházy                                      | Michael Naumann                            |
| 2005 | Orhan Pamuk                                          | Joachim Sartorius                          |
| 2006 | Wolf Lepenies                                        | Andrei Pleșu                               |
| 2007 | Saul Friedländer                                     | Wolfgang Frühwald                          |
| 2008 | Anselm Kiefer                                        | Werner Spies                               |
| 2009 | Claudio Magris                                       | Karl Schlögel                              |
| 2010 | David Grossman                                       | Joachim Gauck                              |
| 2011 | Boualem Sansal                                       | Peter von Matt                             |
| 2012 | Liao Yiwu                                            | Felicitas von Lovenberg                    |
| 2013 | Svetlana Alexijevich                                 | Karl Schlögel                              |
| 2014 | Jaron Lanier                                         | Martin Schulz                              |
| 2015 | Navid Kermani                                        | Norbert Miller                             |
| 2016 | Carolin Emcke                                        | Seyla Benhabib                             |
| 2017 | Margaret Atwood                                      | Eva Menasse                                |
| 2018 | Aleida Assmann e Jan Assmann                         | Hans Ulrich Gumbrecht                      |
| 2019 | Sebastião Salgado                                    | Wim Wenders                                |
| 2020 | Amartya Sen                                          | Frank-Walter Steinmeier                    |